# 天祖神社 (世田谷区中町)
天祖神社（てんそじんじゃ）は、東京都世田谷区の神社。

## 歴史
創建年代は不明である。野良田村の鎮守であり、金剛寺が別当寺であった。
かつては「神明社」と呼ばれていたが、明治になり現在名に改称された。
戦後まもなくは鬱蒼とした鎮守の森に覆われていたが、宅地化に伴い樹木は少なくなっている。周辺にはアパートが建てられ、参道右側はブックオフの店舗、左側は月極駐車場になっている。

## 交通アクセス
- 上野毛駅より徒歩8分。